# 扩散电流
扩散电流在半导体中因载流子（空穴或自由电子）扩散作用引起的电流。 半导体中的扩散电流可以与由于电场形成的漂移电流同向或者反向。在一个平衡状态的PN结中，耗尽层的正向扩散电流和反向扩散电流平衡，因而净电流为零。可以用漂移–扩散方程来统一描述扩散电流和漂移电流。
掺杂材料的扩散常数可以通过Haynes–Shockley experiment确定。

## 介绍

### 扩散电流与漂移电流
下面是这两种电流的对比：
| 扩散电流                                                                                | 漂移电流                               |
| --------------------------------------------------------------------------------------- | -------------------------------------- |
| 在半导体上没有外加电场的时候也存在扩散电流。                                            | 漂移电流取决于加在PN结二极管上的电场。 |
| 对于空穴和自由电子产生的电流，分别由常数 Dp 和 Dn，以及 +q 和 −q 决定, 但与电容率无关。 | 取决于电容率。                         |
| 扩散电流的方向取决于载流子浓度的变化，而不是载流子浓度本身。                            | 漂移电流的方向取决于外加电场的极性。   |

### 载流子运动
扩散电流存在无需在半导体上外加电场。这是因为扩散作用是由载流子浓度的变化，而不是载流子浓度本身所引起的。载流子(空穴和自由电子)从高浓度的地方运动到低浓度的地方，这种扩散运动产生了电流，叫做扩散电流。漂移电流和扩散电流构成了半导体中的总电流。载流子浓度的变化形成梯度。由于这个梯度，半导体内产生了电场。

当光照在本征半导体中心上时,载流子在中间产生，并向两边扩散。由于电子（绿色）的扩散系数高于空穴（紫色），电子在中心处的堆积比空穴更少。

## 举例
当半导体中的载流子分布处于非平衡态时，扩散就会发生。比如半导体两端有电势差的时候，或者半导体一部分有光照产生了载流子，造成局部载流子浓度增加。如右图所示，当半导体中间有光照时，中间部分有较高载流子浓度，并向两边扩散。